# زنجرک خرما
زنجرک خرما (نام علمی: Ommatissus lybicus) گونه‌ای از گیاه‌خواران در راسته نیم‌بالان است که از لیبی از طریق خاورمیانه تا پاکستان ثبت شده است.

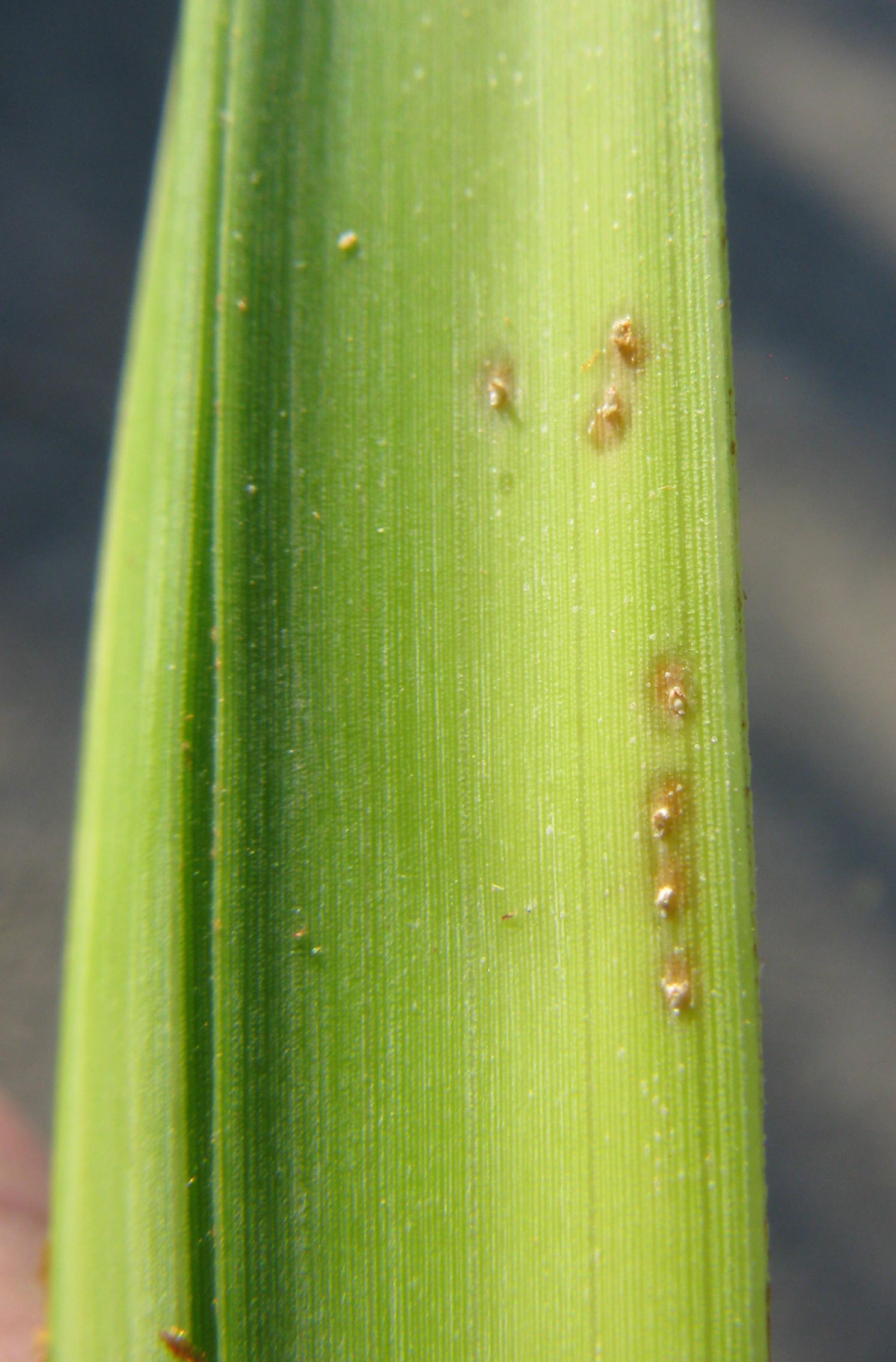
تخم‌های زنجرک خرما بر روی برگ خرما

## وضعیت آفت
زنجرک خرما ممکن است به عنوان حشره دوباس یا قیف خرما شناخته شود و آفت مهم نخل خرما است: با مکیدن شیره که منجر به تشکیل کپک دودی روی برگ‌ها می‌شود.

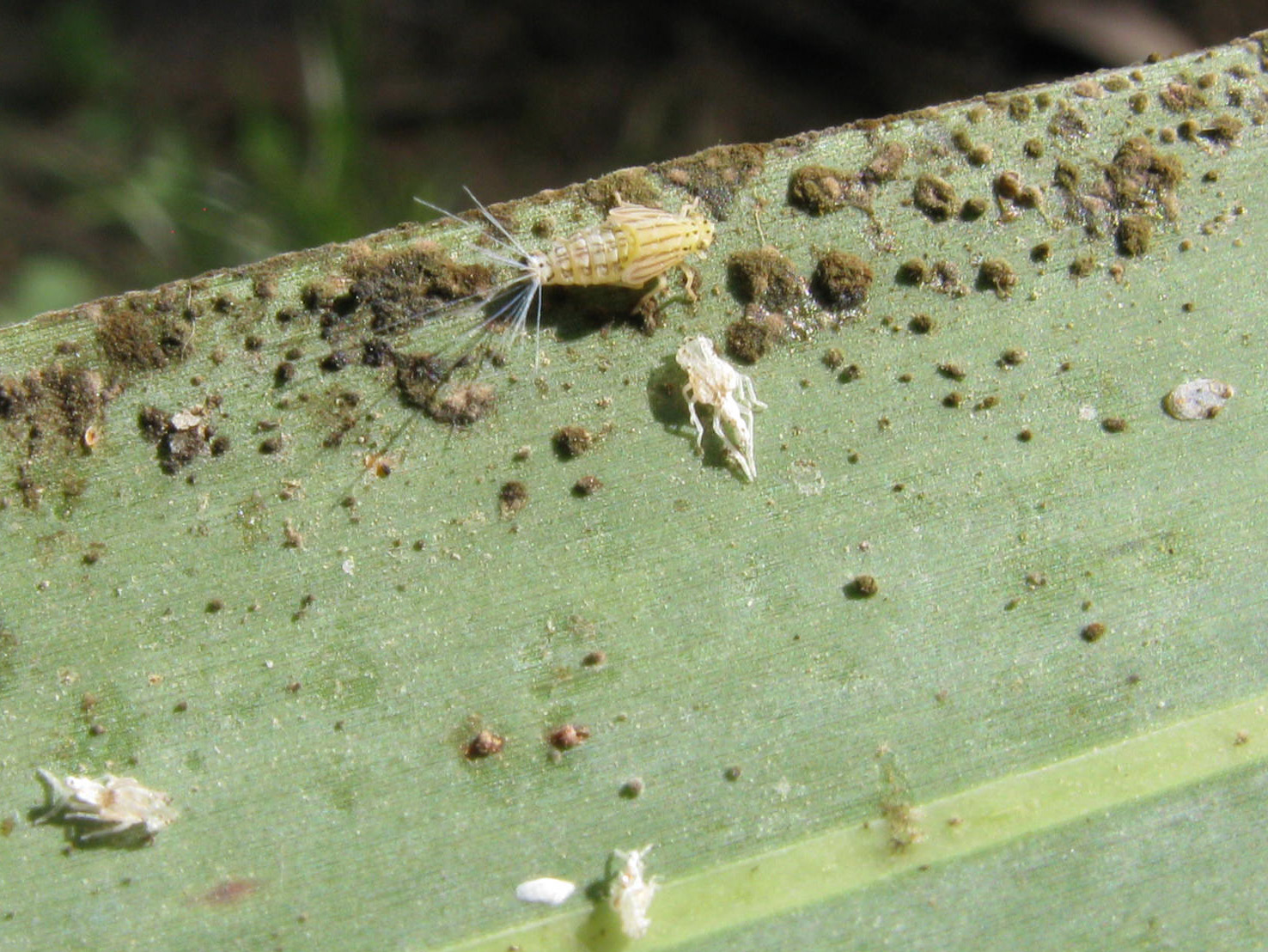
کپک دودی، پوره و کوتیکول لارو زنجرک خرما - گرفته شده در نخل خرما در عمان